# Будапешт-Ньюгати (вокзал)
Вокзал Нью́гати (венг. Nyugati pályaudvar — «Западный вокзал»; сокр. Nyugati pu) — один из трёх основных железнодорожных вокзалов Будапешта, наряду с Келети и Дели. Расположен на площади Нюгати-тер (венг. Nyugati tér) в Пеште (VI район). Рядом располагается станция 3-й линии Будапештского метрополитена «Нюгати пайаудвар».
Здание вокзала было построено в 1874—1877 годах компанией Eiffel & Cie под контролем Гюстава Эйфеля взамен не отвечавшего возросшим требованиям прежнего здания вокзала. Строительство велось без сноса старого вокзала прямо над ним.